# Pomáda

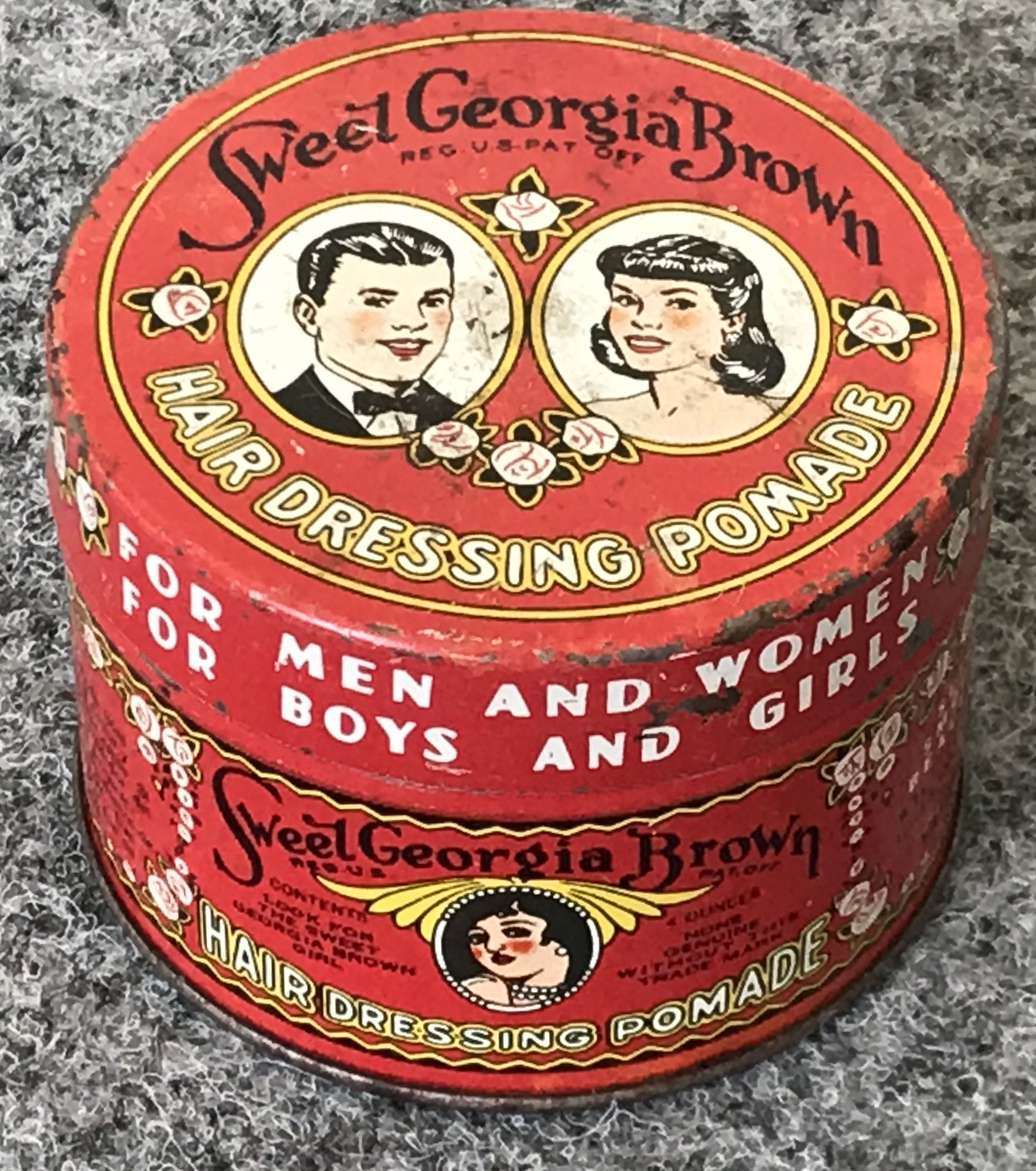
Pomáda Sweet Georgia Brown z roku 1947

Pomáda (z francouzského pommade) je vonná mastná, voskovitá či vodnatá látka, která se používá k ošetřování vlasů či vousů nebo k jiným kosmetickým účelům. Vyrábí se smíšením tuku a vosku s olejem nebo vodou (pomády gelového typu).
Ošetřeným vlasům dodá pomáda elegantní lesk a udrží neposlušné kadeře pod kontrolou. Hladký účes, který její pomocí vznikne, vydrží déle než většina běžných úprav a obvykle vyžaduje několikeré umytí, než je pomáda dokonale odstraněna. Základ původních pomád z 18. a 19. století tvořilo především medvědí či vepřové sádlo. Ve 20. století se pak při jejich výrobě používaly zejména lanolin, včelí vosk a vazelína. Moderní pomády mohou obsahovat vonné látky, obvykle však nebývají příliš ovocné. Na rozdíl od laku na vlasy a gelu na vlasy pomáda nevysychá a udržuje účes pružný po mnohem delší dobu.  V porovnání s pomádami na bázi oleje se pomády gelového typu, jejichž základem je voda, mytím mnohem snáze odstraňují.

## Etymologie
Slovo „pomáda“ je odvozeno z francouzského výrazu pommade, jenž znamená „mast“ a sám pochází z latinského pomum (ovoce, jablko) a do francouzštiny se dostal přes italské pomata či pomo (jablko — jelikož původní recept na mast obsahoval na kaši rozmačkaná jablka).

## Historie

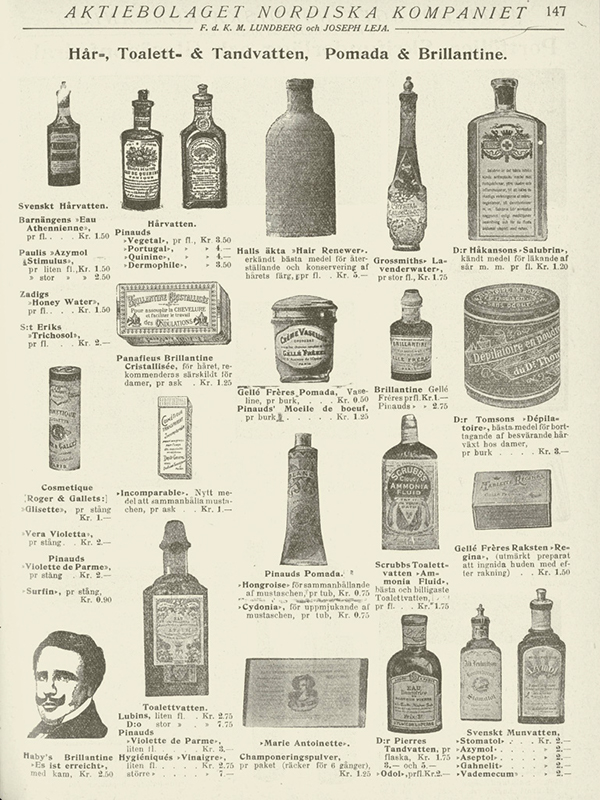
Švédský katalog toaletních potřeb z let 1905–1906

Starořímský historik Plinius starší se ve svém díle Naturalis historia zmiňuje o tom, že barbarské kmeny Galů a Germánů používaly mýdlo, tedy směs dřevěného popela (obsahujícího potaš) a kozího loje, jako pomády na vlasy.
Používání pomády se mezi šlechtou rozšířilo nejvíc v období baroka a rokoka.
V  19. století tvořilo obvykle hlavní přísadu pomády medvědí sádlo.  V roce 1873 byla v Londýně založena kosmetická firma Morgan's Pomade, jejíž vlasy ztmavující pomáda dosáhla světové proslulosti. 
S počínajícím 20. stoletím se rozšířilo používání vazelíny, včelího vosku a sádla.
V době od 20. do 50. let minulého století bylo používání pomády v mnohem větší oblibě, než je tomu dnes, přestože 2. desetiletí 21. století bylo svědkem návratu nejen tradičních pomád, jejichž základem je vazelína či olej, ale rovněž moderních pomád gelového typu. 